# Arayat (Vulkan)
Der Arayat ist ein potenziell aktiver Schichtvulkan auf der philippinischen Hauptinsel Luzón. Der Zeitpunkt des letzten Ausbruchs ist unbekannt, er fand aber wahrscheinlich während des Holozäns statt.
Der Vulkan befindet sich in einem flachen, landwirtschaftlich genutzten Gebiet in der Stadtgemeinde Arayat in der Provinz Pampanga. 16 km westlich des Arayat liegen Angeles City und der ehemalige US-amerikanische Luftwaffenstützpunkt Clark Air Base, der Vulkan Pinatubo weitere 26 km westlich. Als einzeln stehender Berg in der Ebene stellt er die bedeutendste Landmarke der Provinz Pampanga dar. 8,6 Kilometer (5,4 Meilen) nordwestlich, im nördlichen Außenbereich der Stadt Magalang, befindet sich der Angeles City Flying Club, wo Rundflüge mit Ultraleichtflugzeugen angeboten werden, um den Arayat aus der Luft zu besichtigen.

## Zugänglichkeit
Zwei Pfade führen auf die beiden Gipfel des Arayat. Einer führt von der Stadtgemeinde Arayat durch den Mount-Arayat-Nationalpark auf den Peak 1. Von Peak 1 sind Zentralluzon mit dem Fluss Pampanga, die Zambales-Berge und Bataan im Westen sowie die Berge der Sierra Madre im Osten zu sehen. Peak 2 ist von Magalang aus zu erreichen. 

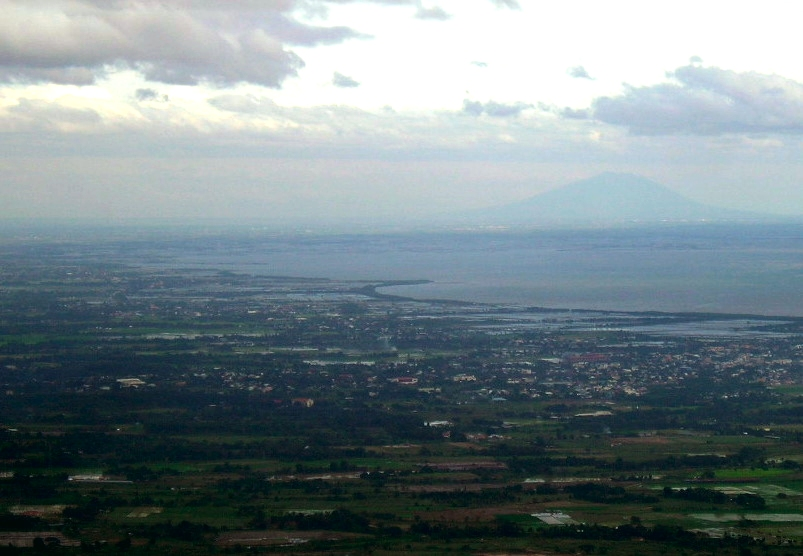
Blick über die Manilabucht auf den Arayat.
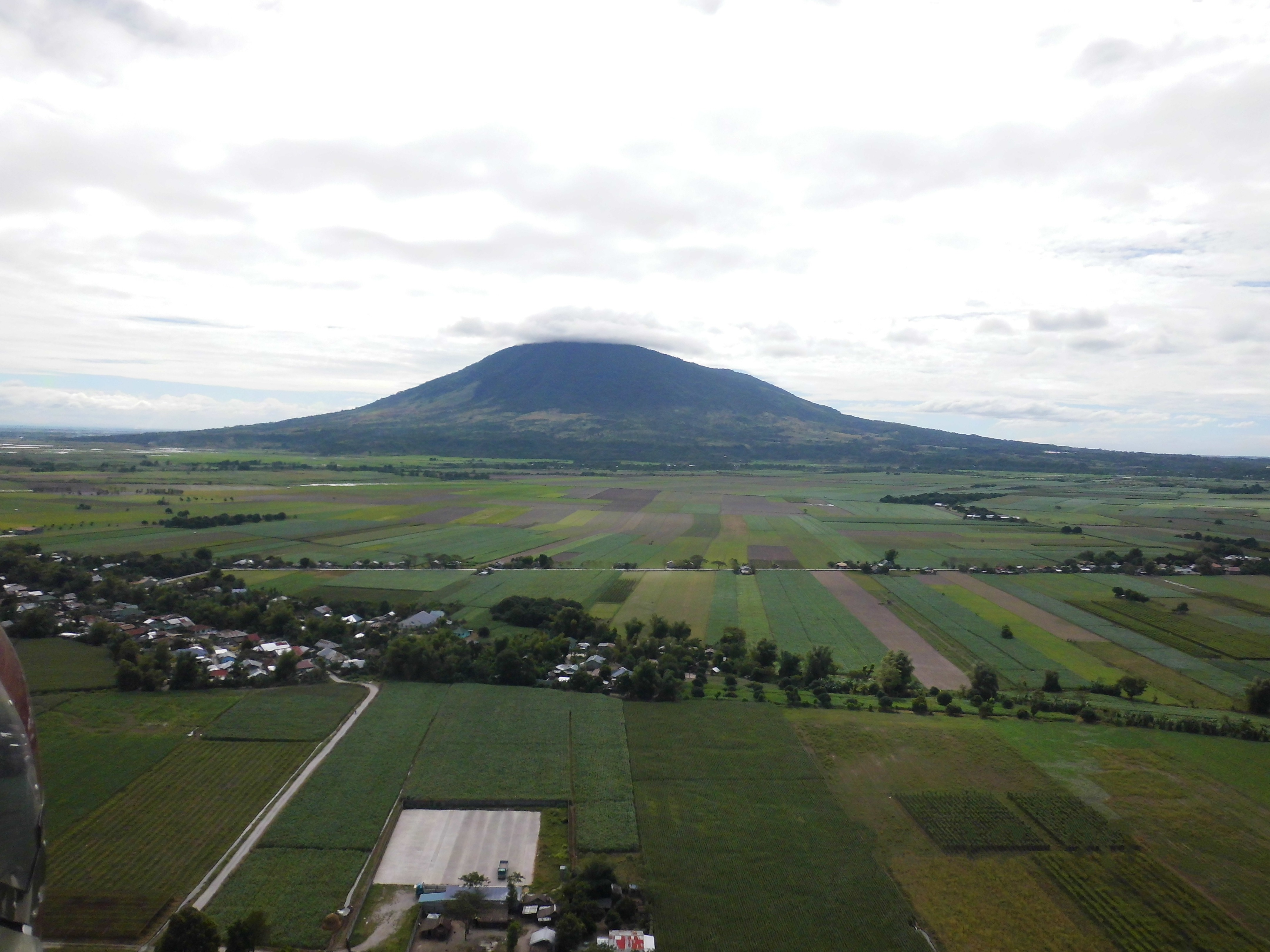
Arayat aus Richtung NNW: Entfernung rund 8 km, Flughöhe über Grund rund 120 m
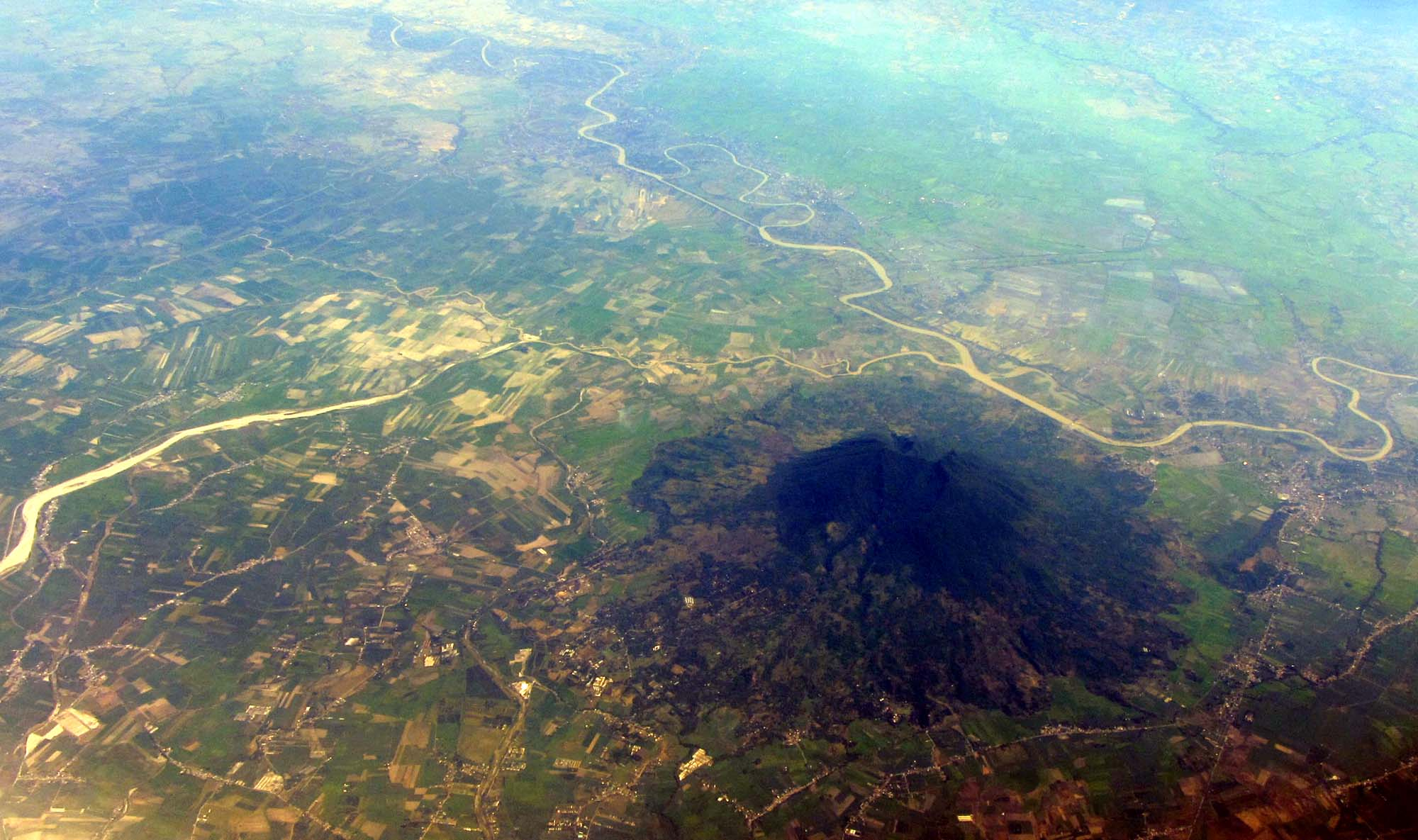
Arayat aus der Luft. Im Hintergrund der Pampanga Fluss